# Gakuto Kajiwara
Gakuto Kajiwara (梶原 岳人 Kajiwara Gakuto?, Prefectura de Osaka, 28 de noviembre de 1994) es un actor de voz japonés afiliado a Haikyō. Es conocido por interpretar a Asta en Black Clover, Shinra Kusakabe en En'en no Shōbōtai, Saku Otonomiya en ACTORS: Songs Connection, Haruka Nijō en Argonavis from Argonavis, Hiiro Ryūgasaki en Shadowverse, Allen Sugasano en Paradox Live Hitohito Tadano en Komi-san wa, Komyushō desu.  y Hiiro Amagi en Ensemble Stars!.

## Biografía
Gakuto Kajiwara nació el 28 de noviembre de 1994 en la Prefectura de Osaka, Japón. Él dijo que durante la escuela primaria, le encantaba ver la serie de anime Dragon Ball, que se estaba retransmitiendo durante esa época. También afirmó que lo ha llevado a estar absorto en el manga y el anime.
En 2017, consiguió un papel de personaje principal como Asta en la popular serie de anime Black Clover.
El 8 de marzo de 2020, ganó el premio a "Mejores Actores Revelación" junto con  Takeo Ōtsuka, Shōgo Yano, Kotaro Daigo y Katsumi Fukuhara en la 14° entrega de los Seiyu Awards. La ceremonia estaba originalmente programada para llevarse a cabo en Bunka Housou Media Plus Hall antes de ser cancelada debido a la pandemia de COVID-19. En cambio, los resultados se anunciaron en el programa de radio Chou! A&G.
El 31 de agosto de 2020, Kajiwara hizo su debut musical, firmando con Avex Pictures. Su sencillo debut "A Walk" fue lanzado el 25 de noviembre de 2020 y se usó como el duodécimo tema de cierre de Black Clover.

## Filmografía
Los papeles principales están en negrita

### Anime

#### Series de televisión
| Año  | Título                                                                   | Rol                       | Refs.         |
| ---- | ------------------------------------------------------------------------ | ------------------------- | ------------- |
| 2017 | Black Clover                                                             | Asta                      | [ 7 ]         |
| 2018 | Omae wa Mada Gunma o Shiranai                                            | Nori Kamitsuki            | [ 8 ]         |
| 2018 | Dame×Prince Anime Caravan                                                | Guardia 1                 |               |
| 2018 | Hataraku Saibō                                                           | Célula del tubo digestivo |               |
| 2019 | Domestic na Kanojo                                                       | Kazushi Kine              | [ 9 ]         |
| 2019 | Tate no Yuusha no Nariagari                                              | Ake                       |               |
| 2019 | En'en no Shōbōtai                                                        | Shinra Kusakabe           | [ 10 ]        |
| 2019 | ACTORS: Songs Connection                                                 | Saku Otonomiya            | [ 11 ]        |
| 2019 | Mairimashita! Iruma-kun                                                  | Kamui Caim                | [ 12 ]        |
| 2019 | Ensemble Stars!                                                          | Hiiro Amagi               |               |
| 2020 | Shadowverse                                                              | Hiiro Ryūgasaki           | [ 13 ]        |
| 2020 | Diamond no Ace: Act II                                                   | Masanori Kawabata         |               |
| 2020 | Kanojo, Okarishimasu                                                     | Shun Kuribayashi          | [ 14 ]        |
| 2020 | En'en no Shōbōtai: Ni no Shou                                            | Shinra Kusakabe           |               |
| 2020 | SD Gundam World Sangoku Soketsuden                                       | Liu Bei Unicorn Gundam    |               |
| 2021 | 2.43: Seiin Kōkō Danshi Volley-bu                                        | Naoyasu Uchimura          | [ 15 ]        |
| 2021 | SSSS.Dynazenon                                                           | Nazumi                    | [ 16 ]        |
| 2021 | SD Gundam World Heroes                                                   | Liu Bei Unicorn Gundam    |               |
| 2021 | Mairimashita! Iruma-kun 2nd Season                                       | Kamui Caim                |               |
| 2021 | Komi-san wa, Komyushō desu.                                              | Hitohito Tadano           | [ 17 ]        |
| 2022 | Orient                                                                   | Katsumi Amako             | [ 18 ]        |
| 2022 | Tribe Nine                                                               | Kai Asahikawa             | [ 19 ]        |
| 2022 | Komi-san wa, Komyushō desu. 2nd Season                                   | Hitohito Tadano           | [ 20 ]        |
| 2022 | Orient: Awajishima Gekitou-hen                                           | Katsumi Amako             | [ 21 ]        |
| 2022 | Kanojo, Okarishimasu 2nd Season                                          | Shun Kuribayashi          |               |
| 2022 | Kinsō no Vermeil                                                         | Alan                      | [ 22 ]        |
| 2022 | Mairimashita! Iruma-kun 3rd Season                                       | Kamui Caim                |               |
| 2023 | Technoroid Overmind                                                      | Night                     | [ 23 ]        |
| 2023 | Saikyō Onmyōji no Isekai Tenseiki                                        | Cecilio Astilia           | [ 24 ]        |
| 2023 | Paradox Live the Animation                                               | Allen Sugasano            | [ 25 ]        |
| 2023 | Ayaka: A Story of Bonds and Wounds                                       | Chatarō Fukuwake          | [ 26 ]        |
| 2023 | Jujutsu Kaisen 2nd Season                                                | Yu Haibara                | [ 27 ]        |
| 2023 | Kanojo, Okarishimasu 3rd Season                                          | Shun Kuribayashi          | [ 28 ]        |
| 2023 | Shadowverse Flame: Seven Shadows-hen                                     | Hiiro Ryūgasaki           |               |
| 2023 | Helck                                                                    | Ajikaba                   |               |
| 2023 | Shiro Seijo to Kuro Bokushi                                              | Hein                      |               |
| 2023 | KamiErabi God.app                                                        | Kōki Ama                  | [ 29 ]        |
| 2023 | Tate no Yūsha no Nariagari Season 3                                      | Ake                       |               |
| 2023 | Potion-danomi de Ikinobimasu!                                            | Asil                      |               |
| 2024 | Sasaki to Pī-chan                                                        | Kai                       | [ 30 ]        |
| 2024 | Yubisaki to Renren                                                       | Shintoki Ichishima        | [ 31 ]        |
| 2024 | Tensei Shitara Slime Datta Ken 3rd Season                                | Gobzo                     | [ 32 ]        |
| 2024 | Karasu wa Aruji wo Erabanai                                              | Yukima                    | [ 33 ]        |
| 2024 | Shadowverse Flame: Arc-hen                                               | Hiro Ryūgasaki            | [ 34 ]        |
| 2024 | Tasūketsu                                                                | Tōya Mutsuki              | [ 35 ]        |
| 2024 | Senpai wa Otokonoko                                                      | Jun Saotome               | [ 36 ]        |
| 2024 | KamiErabi God.app 2nd Season                                             | Kōki Ama                  | [ 37 ]        |
| 2024 | Rurouni Kenshin: Meiji Kenkaku Romantan: Kyoto Dōran                     | Fuji                      | [ 38 ]        |
| 2024 | Gōkon ni Ittara Onna ga Inakatta Hanashi                                 | Hagi                      | [ 39 ]        |
| 2024 | Blue Lock vs. U-20 Japan                                                 | Teru Kitsunezato          | [ 40 ]        |
| 2024 | Kamonohashi Ron no Kindan Suiri 2nd Season                               | Renjirō Imai              | [ 41 ]        |
| 2024 | Haigakura                                                                | Hōryūsei                  | [ 42 ]        |
| 2024 | Yōkai Gakkō no Sensei Hajimemashita!                                     | Amaaki Abe                | [ 43 ]        |
| 2025 | En'en no Shōbōtai: San no Shō                                            | Shinra Kusakabe           | [ 44 ] [ 45 ] |
| 2025 | Uchūjin Mūmū                                                             | Akihiro Tsurumi           | [ 46 ]        |
| 2025 | Kanojo, Okarishimasu 4th Season                                          | Shun Kuribayashi          | [ 47 ]        |
| 2025 | Yūsha Party o Tsuihō Sareta Shiro Madōshi, S-Rank Bōkensha ni Hirowareru | Lloyd                     | [ 48 ]        |
| 2025 | Fate/strange Fake                                                        | Sigma                     | [ 49 ]        |
| 2026 | En'en no Shōbōtai: San no Shō Part 2                                     | Shinra Kusakabe           | [ 50 ]        |

#### Películas
| Año  | Título                                    | Rol         | Refs.  |
| ---- | ----------------------------------------- | ----------- | ------ |
| 2022 | Ensemble Stars!! Road to Show!!           | Hiiro Amagi |        |
| 2022 | The First Slam Dunk                       | Sota Miyagi |        |
| 2023 | Black Clover: Mahō Tei no Ken             | Asta        | [ 51 ] |
| 2025 | Senpai wa Otokonoko Movie: Ame Nochi Hare | Jun Saotome |        |

#### ONAs
| Año  | Título                                       | Rol                    | Refs.  |
| ---- | -------------------------------------------- | ---------------------- | ------ |
| 2017 | Monster Strike                               | Passerby               |        |
| 2019 | Mugyutto! Black Clover                       | Asta                   | [ 52 ] |
| 2021 | JoJo's Bizarre Adventure: Stone Ocean        | Romeo Jisso            |        |
| 2020 | SD Gundam World Sangoku Soketsuden           | Liu Bei Unicorn Gundam | [ 53 ] |
| 2022 | JoJo's Bizarre Adventure: Stone Ocean Part 2 | Romeo Jisso            |        |
| 2022 | Romantic Killer                              | Junta Hayami           | [ 54 ] |
| 2024 | Wuliao Jiu Wanjie                            | Gray                   |        |

### Videojuegos
| Año  | Título                                   | Rol                                                        | Refs.  |
| ---- | ---------------------------------------- | ---------------------------------------------------------- | ------ |
| 2018 | I-chu                                    | Mashiro Kisaragi                                           |        |
| 2018 | Black Clover: Quartet Knights            | Asta                                                       | [ 55 ] |
| 2018 | Libra of Precatus                        | Paul Maynes                                                |        |
| 2019 | Jump Force                               | Asta                                                       | [ 56 ] |
| 2019 | DANKIRA!!! – Boys, be DANCING!           | Asahi Sora                                                 | [ 57 ] |
| 2019 | Bungo to Alchemist                       | Miki Rofuu                                                 |        |
| 2019 | Cafe Enchante                            | AKIRA MIKADO                                               | [ 58 ] |
| 2019 | SD Gundam G Generation Cross Rays        | Mi voz de personaje (Masculino 02), Voz de soldado general |        |
| 2020 | Fire Emblem Heroes                       | Ced                                                        |        |
| 2020 | REALIVE!～Teito Kagurabutai～            | Yuma Kazami                                                |        |
| 2020 | Ensemble Stars!! Basic and Music!        | Hiiro Amagi                                                | [ 59 ] |
| 2020 | Kingdom of Hero : Tactics War            | Lancelot                                                   | [ 60 ] |
| 2020 | The Legend of Heroes: Hajimari no Kiseki | Swin Abel                                                  |        |
| 2020 | Jack Jeanne                              | Mitsuki Shiratal                                           | [ 61 ] |
| 2020 | Argonavis from BanG Dream!               | Haruka Nijō                                                | [ 62 ] |

### CD Drama
| Año  | Título                                  | Rol            | Refs.  |
| ---- | --------------------------------------- | -------------- | ------ |
| 2017 | Umamusume Pretty Derby STARTING GATE 03 | Hombre         |        |
| 2019 | Paradox Live                            | Allen Sugasano | [ 63 ] |

### Radio
- Flame Flame Norajiwo (2019) - Radiotalk[64]
- MAN TWO MONTH RADIO Gakumon's Recommendation (2020) - Super! A & G +, AG-ON Premium[65]

## Premios y nominaciones
| Año  | Premios      | Categoría                  | Papel                               | Resultado | Refs.  |
| ---- | ------------ | -------------------------- | ----------------------------------- | --------- | ------ |
| 2020 | Seiyū Awards | Mejores Actores Revelación | Shinra Kusakabe (En'en no Shōbōtai) | Ganador   | [ 66 ] |